# العلاقات الصينية الشمال مقدونية
العلاقات الصينية الشمال مقدونية هي العلاقات الثنائية التي تجمع بين الصين وشمال مقدونيا.

## مقارنة بين البلدين
هذه مقارنة عامة ومرجعية للدولتين:
| وجه المقارنة                                              | الصين                    | شمال مقدونيا                                               |
| --------------------------------------------------------- | ------------------------ | ---------------------------------------------------------- |
| المساحة (كم2)                                             | 9.60 مليون               | 25.71 ألف                                                  |
| عدد السكان (نسمة)                                         | 1.33 مليار               | 2.08 مليون                                                 |
| الكثافة السكانية (ن./كم²)                                 | 138.54                   | 80.9                                                       |
| العاصمة                                                   | بكين                     | إسكوبية                                                    |
| اللغة الرسمية                                             | اللغة الصينية القياسية   | اللغة المقدونية، اللغة الألبانية                           |
| العملة                                                    | رنمينبي                  | دينار مقدوني                                               |
| الناتج المحلي الإجمالي (بليون دولار)                      | 12.24 تريليون            | 11.34 مليار                                                |
| الناتج المحلي الإجمالي (تعادل القوة الشرائية) بليون دولار | 19.82 تريليون            | 29.26 مليار                                                |
| الناتج المحلي الإجمالي الاسمي للفرد دولار أمريكي          | 8.03 ألف                 | 4.85 ألف                                                   |
| الناتج المحلي الإجمالي للفرد دولار أمريكي                 | 13.21 ألف                | 16.25 ألف                                                  |
| مؤشر التنمية البشرية                                      | 0.728                    | 0.747                                                      |
| رمز المكالمات الدولي                                      | +86                      | +389                                                       |
| رمز الإنترنت                                              | .cn، .中国 ‏، .中國 ‏      | .mk                                                        |
| المنطقة الزمنية                                           | توقيت الصين، ت ع م+08:00 | توقيت وسط أوروبا، ت ع م+01:00، ت ع م+02:00، أوروبا/سكوبيه ‏ |

## مدن متوأمة
في ما يلي قائمة باتفاقيات التوأمة بين مدن صينية وشمال مقدونية:
- ترتبط ديانغ مع بريليب باتفاقية توأمة.
- ترتبط نانتشانغ مع إسكوبية باتفاقية توأمة.
- ترتبط داليان مع أوخريد باتفاقية توأمة منذ 1988.

## منظمات دولية مشتركة
يشترك البلدان في عضوية مجموعة من المنظمات الدولية، منها:
| علم المنظمة | اسم المنظمة                               | تاريخ انضمام الصين | تاريخ انضمام شمال مقدونيا |
| ----------- | ----------------------------------------- | ------------------ | ------------------------- |
|             | مؤسسة التنمية الدولية                     | 24 سبتمبر 1960     | 25 فبراير 1993            |
|             | يونسكو                                    | 4 نوفمبر 1946      | 28 يونيو 1993             |
|             | وكالة ضمان الاستثمار متعدد الأطراف        | 30 أبريل 1988      | 19 مارس 1993              |
|             | الأمم المتحدة                             | 25 أكتوبر 1971     | 8 أبريل 1993              |
|             | الاتحاد البريدي العالمي                   | ?                  | ?                         |
|             | البنك الدولي للإنشاء والتعمير             | 27 ديسمبر 1945     | 25 فبراير 1993            |
|             | الاتحاد الدولي للاتصالات                  | 1 سبتمبر 1920      | 4 مايو 1993               |
|             | منظمة حظر الأسلحة الكيميائية              | ?                  | ?                         |
|             | مؤسسة التمويل الدولية                     | 15 يناير 1969      | 25 فبراير 1993            |
|             | المركز الدولي لتسوية المنازعات الاستشارية | 6 فبراير 1993      | 26 نوفمبر 1998            |
|             | منظمة التجارة العالمية                    | 11 ديسمبر 2001     | ?                         |
|             | منظمة الشرطة الجنائية الدولية             | ?                  | ?                         |

## وصلات خارجية
- موقع وزارة الخارجية الصينية